# Nikolaj Sidorovič Vlasik
Nikolaj Sidorovič Vlasik (Babyničy, 22 maggio 1896 – Mosca, 18 giugno 1967) è stato un generale sovietico e ufficiale della sicurezza sovietica, principalmente conosciuto per essere stato capo della sicurezza personale di Iosif Stalin dal 1931 al 1952.

## Biografia
Vlasik nacque nell'uezd di Slonim e iniziò molto presto la carriera militare. Nel marzo del 1915, fu richiamato nell'Esercito imperiale russo e agli inizi della Rivoluzione d'ottobre aveva già raggiunto il rango di Caporale. Nel novembre del 1917, iniziò a servire nella milizia di Mosca. Nel settembre del 1919, fu trasferito alla Čeka. Per il gennaio del 1926, era diventato l'alto rappresentante della branca operativa della OGPU.Inoltre, Vlasik tenne posti supervisori nella sezione delle operazioni, che includevano la protezione dei capi del Partito comunista e del governo sovietico.
Per diversi anni, Vlasik fu a capo del servizio di protezione personale di Stalin al Cremlino, iniziò a servire in tale posizione nel 1931 (questo servizio era subordinato direttamente a Stalin e indipendente dalla polizia segreta). Inoltre Vlasik divenne praticamente un membro della famiglia di Stalin, difatti dopo la morte della moglie di Stalin Nadezda, divenne l'effettivo tutore dei figli di Stalin, praticamente un maggiordomo.
Nelle memorie della figlia di Stalin, Svetlana, Vlasik viene caratterizzato come "un analfabeta, sciocco, ruvido e estremamente impudente despota". Ella disse anche che era corrotto con le autorità che "iniziò a dettare i gusti artistici e lavorativi del compagno Stalin", "che segui e senti i suoi consigli". Qualsiasi concerto celebrativo al teatro Bolshoi o al Gran Palazzo del Cremlino non poteva iniziare se non era visionato da Vlasik.
Nel dicembre del 1952, Vlasik fu rimosso dalla sua posizione e arrestato con le false accuse di essere coinvolto nel Complotto dei medici. Immediatamente dopo la morte di Stalin, tutti i dottori furono liberati e le accuse nei loro confronti decaddero. Però Vlasik non fu rilasciato e vennero intentate nei suoi confronti accuse di abuso di potere e appropriazione indebita. Nel 1955 fu spogliato del suo grado di generale e di tutte le sue medaglie ed esiliato a Krasnojarsk per dieci anni. In accordo  con un'amnistia, la sua sentenza fu ridotta a cinque anni. Nel 1956, Vlasik fu perdonato ma il suo rango non fu ripristinato. Nel 2000, 33 anni dopo la sua morte, la sua sentenza fu completamente annullata e fu completamente assolto.
Nelle sue memorie Vlasik scrisse "sono stato ferito da Stalin. Per 25 anni di irreprensibile lavoro, non ho ricevuto nulla se non incoraggiamenti e medaglie, sono stato escluso dal partito e gettato in prigione". Per la mia illimitata fedeltà sono stato attaccato dai miei nemici. Ma mai, per nessun minuto della mia condizione in cui ero esposto in prigione, avevo lasciato la mia anima contro Stalin".
Secondo la moglie, Vlasik era convinto che Lavrentij Berija avesse "aiutato" Stalin a morire.